# Megabahita patula
Megabahita patula är en insektsart som beskrevs av Delong 1982. Megabahita patula ingår i släktet Megabahita och familjen dvärgstritar. Inga underarter finns listade i Catalogue of Life.